# Ukara (île)
Ukara est une île présente dans le lac Victoria. Faisant partie de la Tanzanie, elle est située à 10 kilomètres de l'île Ouékéouéré, dans le district éponyme, en Mwanza. Elle est également connue sous le nom de Bukara.
L'île est notamment connue pour la pratique aussi bien exigeante que variée de l'agriculture de la part de ses autochtones, ces derniers faisant appel à des techniques agricoles avancées, ce qui induit par conséquent une forte densité de population en son sein,.